# IWeb
iWeb é um programa de edição e publicação de websites WYSIWYG, baseado em templates, que permite criar e editar HTML e gerenciar e editar páginas web e blogues. É um dos componentes do pacote iLife (suite que é integrada ainda por: iPhoto, iMovie, GarageBand e iDVD) da Apple. Suporta integração com conta .Mac. O programa é voltado a usuários finais que não tem conhecimentos em HTML e outras linguagens e precisam de um programa de edição de websites de fácil assimilação e entendimento. O iWeb prima pela facilidade e objetividade, destinado tanto a usuários finais leigos, quanto avançados. Como reconhecimento a qualidade do produto, o iWeb '08 foi nomeado pelo IntranetJournal em 2008, na categoria "melhor programa para blogueiros".

## História
Foi lançado durante a Conferência Macworld, em São Francisco, na Califórnia em 10 de janeiro de 2006 como parte da então nova suite de produtividade e criatividade iLife '06. Normalmente o iLife acompanha computadores Macintosh novos.O iWeb foi incluído no iLife '06 (janeiro de 2006), iLife '08 (agosto de 2007), iLife '09 e '11, sendo descontinuado nesta última versão.

### Novidades no iWeb '08
- Publicação do conteúdo do iWeb para um nome de domínio pessoal (por exemplo: www.meusitio.com.br);
- Integração de widgets de outros sites (vídeos do YouTube, por exemplo);
- Integração com Google Maps e AdSense;
- 8 novos temas;
- 2 novos modelos de páginas.

## Recursos
- O iWeb permite colocar widgets na página do usuário, até mesmo o Google Maps, previsão do tempo.
- Suporte a Google AdSense.
- Criação de álbuns de fotos diretamente do iPhoto.
- Compartilhar uma lista de músicas do iTunes.
- Integração com o iCal.
- O recurso arrastar-e-soltar, assim como em outros softwares para Mac é extensivamente utilizado.[carece de fontes?]
- Suporte a conta .Mac e MobileMe.
- Edição de vários sites ao mesmo tempo.
- Podcasting